# Anthaxia congolana
Anthaxia congolana es una especie de escarabajo del género Anthaxia, familia Buprestidae. Fue descrita científicamente por Kerremans en 1909.